# ビートン校

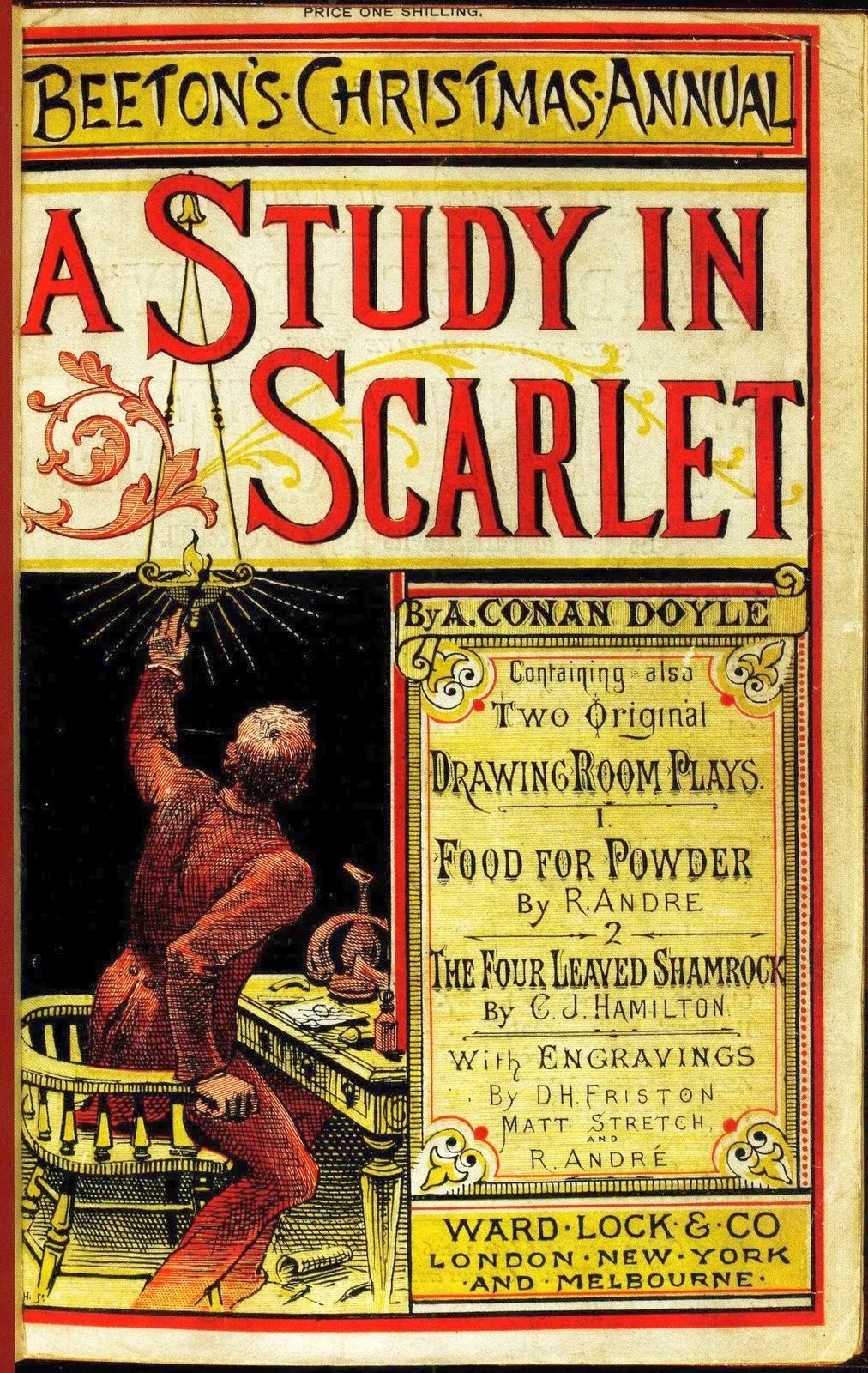
ビートンのクリスマス年鑑

ビートン校（ビートンこう）は、人形劇シャーロックホームズの舞台となる男女共学の寄宿学校。『緋色の研究』の掲載誌であるビートンのクリスマス年鑑と、イートン校にちなんでこの名前がつけられた。

## 概要
ビートン校はロンドン郊外にあるという設定で、AからDまでの4つの棟があり、学校の敷地の周囲を、スポーツグラウンドが取り囲んでいる。また沼地や裏山もあり、裏山には洞窟がある。この洞窟はしばしば事件にも大きな関わりを持つ。自然の中にある学校のイメージで、周囲の風景はイギリスのコッツウォルズ地方の風景がもとになっており、この地方の修道院の回廊をモチーフにした廊下がある。その他にも、シャーロック・ホームズ博物館の窓のステンドグラスを模した保健室の窓、また、ロンドンのセント・パンクラス駅をモデルにした壁など、イギリス各地の雰囲気が取り入れられている。
廊下の壁には壁新聞が貼り出される。ワトソンはこの壁新聞にホームズの活躍に関した記事を書き、注目される存在となった。

## 寮と制服
寮は2階建てで、全部で4つある。アルファベット順にアーチャー寮（Archer）、ベイカー寮（Baker）、クーパー寮（Cooper）、そしてディーラー寮（Dealer）である。それぞれの部屋で登場人物がやっていることを一度に見渡せる、ドールハウスのような作りになっていて、実際は2階の部分が1階よりも奥にあるが、画面ではそれがわからないように工夫されている。通常は1つの部屋に2人が入るが、ディーラー寮は特に裕福な家庭の子弟が多く、中には天蓋付ベッドのある1人部屋を与えられている生徒もいて、食堂でなく部屋で食事をすることが許可されている。例外的にシャーマンはベイカー寮の生徒ではあるが、校内の動物飼育小屋で寝起きしている。
制服は、男子は上着と巻きスカート状のボトム、女子は上着とスカートの組み合わせである。寮にはシンボルカラーがあり、それぞれが制服の色に反映されているため、生徒たちの制服は寮によって色が違う。アーチャー寮は臙脂、ベイカー寮は紺、クーパー寮は緑、ディーラー寮は灰色である。また、制服の胸にはそれぞれの寮のエンブレムが付けられている。ただしワトソンは転校生であるため、前の学校の薄茶の制服を着ている。
寮のシンボルカラー
アーチャー寮
 臙脂
ベイカー寮
 紺
クーパー寮
 緑
ディーラー寮
 灰色

### ベイカー寮221B
ホームズとワトソンが住んでいる部屋であるが、単に2人の居住の場ではなく、ホームズの実験室や、依頼人が来た時の事務所をも兼ねている。221Bは台形の部屋と、寝室であるロフトから成っており、ドアの反対側に出窓がある。ホームズはこの出窓からよく依頼人を観察している。ドアから入って左手には2人の机が並んでいる。ホームズの机は出窓に沿ってもう1つあるが、そのうち1つは実験用で、試験管やビーカー、アルコールランプが置かれている。中央にはソファがあり、その後ろに本棚があるが、本棚以外にも本が山積みにされている。ロフトには窓際にホームズ、ドア側にワトソンのベッドがあり、そのそばに私物を入れる棚がある。ここにはホームズのバイオリンも置かれている。ホームズの行動が風変りであるため、同室になった生徒がノイローゼになり、次々と部屋替えを申し出て、1人分のスペースが空いていたというのが、ワトソンが221Bに入るきっかけとなった。

## 生活委員会
校内の生活指導に当たる委員会で、その委員であるレストレードは、学校内で起こるトラブルではよくホームズと一緒になる。レストレードはホームズの推理力を認めており、ホームズもレストレードを信頼しているが、教師たちは、授業態度も成績も悪く、しかも学校内のトラブルに関与したがるホームズを嫌っており、生活指導の教師ロイロットは、ホームズのみならず、彼と親しい人物にも厳しく当たる。また、教頭のモリアーティも自由気ままなホームズをよく思っていない。